# Amnisos

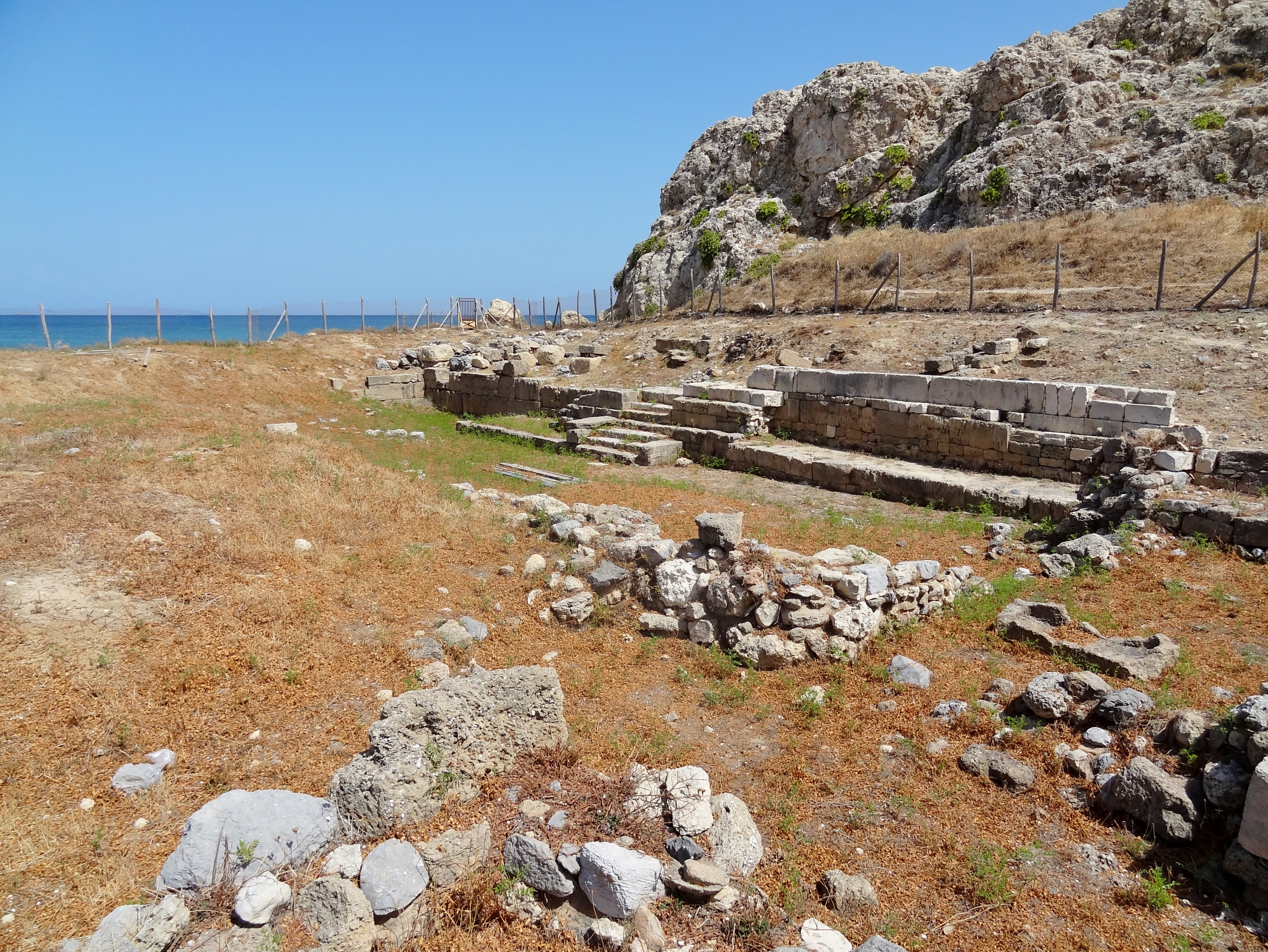
Reste des Heiligtums des Zeus Thenatas im ehemaligen Amnisos

Amnisos (altgriechisch Άμνισός), auch Amnissos, war eine minoische Hafenstadt auf Kreta. Der Ort liegt etwa sieben Kilometer östlich von Iraklio. Es wird vermutet, dass es sich um einen der beiden Häfen von Knossos gehandelt habe. Amnisos wird mehrmals in griechischen Sagen genannt, so soll Theseus hier gelandet sein, und Odysseus hielt hier, um nach Ithaka zurückzukehren. Der Ort erscheint als a-mi-ni-so (𐀀𐀖𐀛𐀰) auf Tafeln der Linearschrift B. Auf einer Liste aus dem Totentempel Amenophis’ III. ist Amnisos als ʿa-m-ni-ša (jʿ-m-n-i-š3) aufgeführt.
Im Altertum hieß der westlich der Ausgrabungsstätte mündende Fluss Karteros wie die Hafenstadt. Nach dem Fluss war die Küstenebene als „Ebene von Amnisos“ bekannt. Über das Flusstal war nahe der Quelle eine Kulthöhle im Innern Kretas bei Arkalochori erreichbar, in der man bei Ausgrabungen im 20. Jahrhundert reichhaltige Funde aus minoischer Zeit bergen konnte, darunter die beschriftete Axt von Arkalochori.

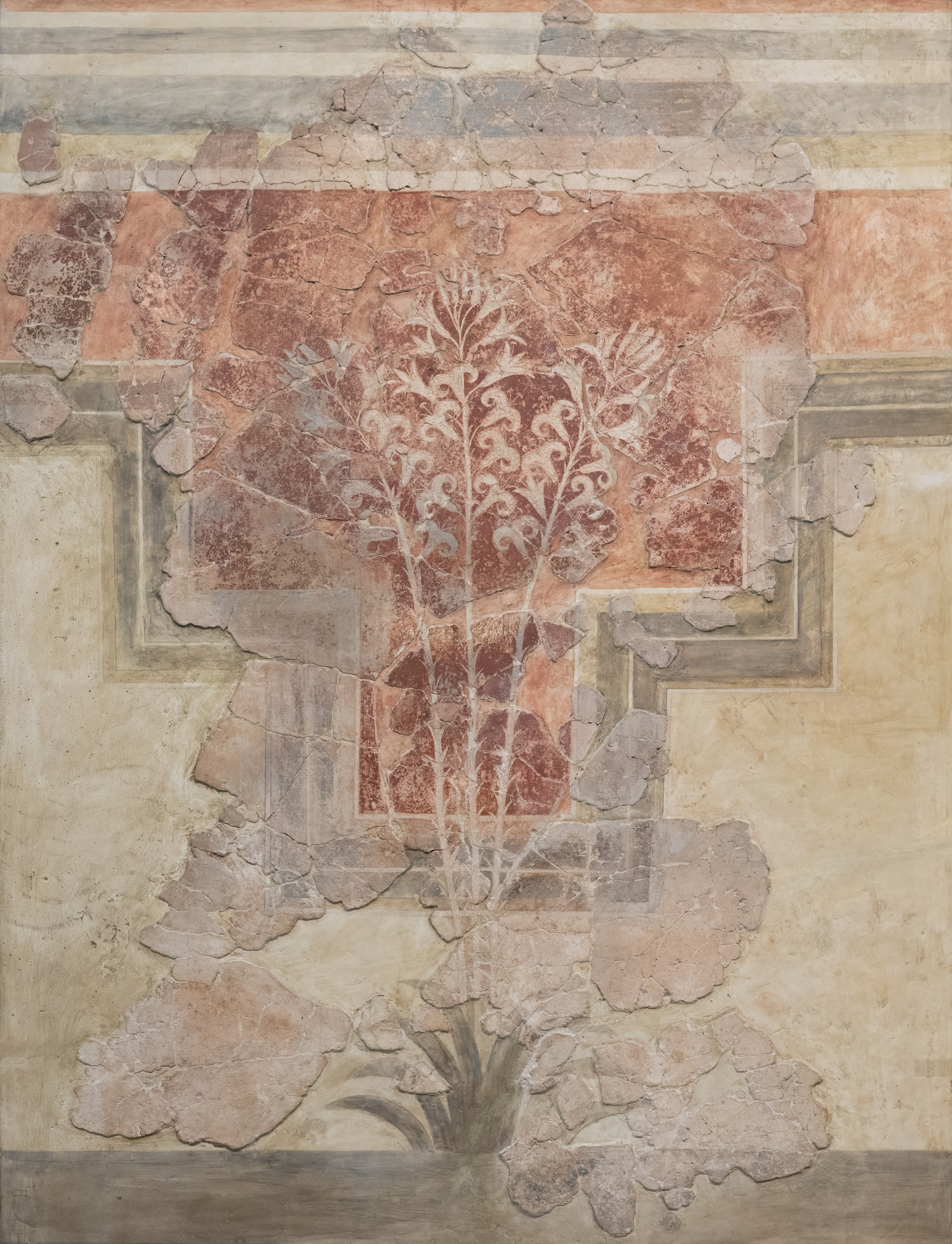
Wandmalerei aus der Villa der Lilien

Ausgrabungen in Amnisos fanden vor allem durch Spyridon Marinatos in den Jahren 1929 bis 1938 statt. In der sogenannten Villa der Lilien fanden sich hervorragende minoische Wandmalereien. In der Nähe befinden sich auch die Höhlen von Eileithyia, bei denen es sich um eine heilige Stätte seit neolithischer Zeit gehandelt hat. Nach Homer soll es sich um die Geburtsstätte der Hera handeln. Kallimachos von Kyrene und dessen Schüler Apollonios von Rhodos bringen den Fluss Amnisos mit einem Kult der Artemis in Verbindung. Apollonios spricht in diesem Zusammenhang in seiner Argonautika von Nymphen, „die sich von der Amnisischen Quelle selbst versammeln“.